# Sapareva Banya
Sapareva Banya est une ville de l’oblast de Kyoustendil, au sud-ouest de la Bulgarie.

## Galerie

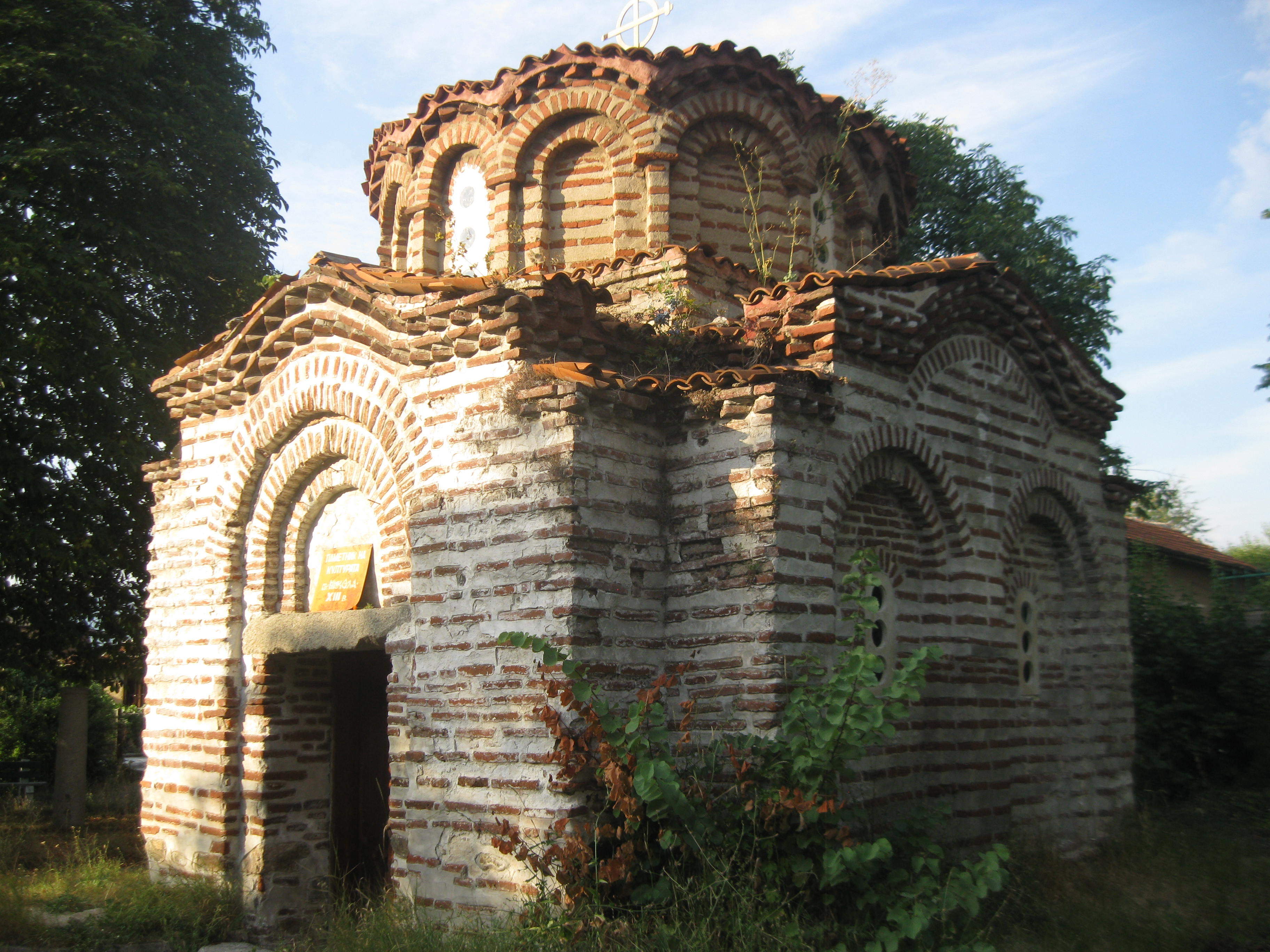
L'église Saint-Nicolas

## Personnalités
- Bélisaire y est né il y a très longtemps, quand Sapareva banya s'appelait Germanée.